# Torneo de la Liga Deportiva Paranaense 2011
El Campeonato de la Liga Deportiva Paranaense 2011 de fútbol de la última categoría del fútbol paraguayo, denominado "Bicentenario de la República del Paraguay", es la 46.ª edición del torneo de la Liga Deportiva Paranaense, a su vez perteneciente a la Unión del Fútbol del Interior. En esta competencia el campeón y el subcampeón tendrán un cupo para disputar el clasificatorio de la Primera División B Nacional.

## Equipos participantes
En la edición de 2010 competían 16 equipos, pero debido a la desaparición de El Talento y la suspensión de Atlético Paranaense por irregularidades, el torneo queda conformado con 14 equipos divididos en dos grupos de 7 equipos. Los cuatro mejores posicionados de cada grupo avanzarán a los cuartos de final.
| Grupo A         | Grupo B             |
| --------------- | ------------------- |
| 13 de junio     | Atlético Stroessner |
| Acosta Ñu       | Tupí Guaraní        |
| Ciudad Nueva    | Boquerón            |
| Libertad        | Los Cedrales        |
| Minga Guazú     | Sol del Este        |
| Nanawa          | Área 1              |
| Primero de Mayo | R.I. 3 Corrales     |

## Clasificación por grupos

### Grupo A
| Pos | Equipo          | Pts | PJ | G  | E | P  | GF | GC | DIF |
| --- | --------------- | --- | -- | -- | - | -- | -- | -- | --- |
| 1º  | Acosta Ñu       | 35  | 14 | 11 | 2 | 1  | 35 | 13 | 22  |
| 2º  | Ciudad Nueva    | 28  | 14 | 8  | 4 | 2  | 21 | 9  | 15  |
| 3º  | 13 de junio     | 26  | 14 | 8  | 2 | 4  | 31 | 13 | 18  |
| 4º  | Primero de Mayo | 21  | 14 | 5  | 6 | 3  | 23 | 22 | 1   |
| 5º  | Nanawa          | 20  | 14 | 6  | 2 | 6  | 29 | 19 | 10  |
| 6º  | Minga Guazú     | 11  | 14 | 3  | 2 | 9  | 15 | 24 | -9  |
| 7º  | Libertad        | 0   | 14 | 0  | 0 | 14 | 7  | 52 | -45 |

### Grupo B
| Pos | Equipo              | Pts | PJ | G | E | P | GF | GC | DIF |
| --- | ------------------- | --- | -- | - | - | - | -- | -- | --- |
| 1º  | R.I. 3 Corrales     | 28  | 14 | 8 | 4 | 2 | 32 | 17 | 15  |
| 2º  | Los Cedrales        | 22  | 14 | 7 | 1 | 6 | 21 | 26 | -5  |
| 3º  | Sol del Este        | 21  | 14 | 6 | 3 | 5 | 13 | 12 | 1   |
| 4º  | Atlético Stroessner | 19  | 14 | 6 | 1 | 7 | 18 | 18 | 0   |
| 5º  | Área 1              | 18  | 14 | 5 | 3 | 6 | 20 | 24 | -4  |
| 6º  | Boquerón            | 17  | 14 | 5 | 2 | 7 | 22 | 31 | -9  |
| 7º  | Tupí Guaraní        | 11  | 14 | 3 | 2 | 9 | 17 | 24 | -7  |

|  | En zona de clasificación a la siguiente ronda |

## Primera fase

### Fecha 1[3]
| Fecha     | Lugar             | Local               | Resultado  | Visitante    |
| --------- | ----------------- | ------------------- | ---------- | ------------ |
| 7 de mayo | Presidente Franco | Atlético Stroessner | 0:1        | Sol del Este |
| 8 de mayo | Ciudad del Este   | Acosta Ñu           | 5:1        | Los Cedrales |
| 8 de mayo | Ciudad del Este   | Ciudad Nueva        | 2:0        | Nanawa       |
| 8 de mayo | Presidente Franco | Primero de Mayo     | 3:1        | Libertad     |
| 8 de mayo | Ciudad del Este   | R.I. 3 Corrales     | 3:0        | Área 1       |
| 8 de mayo | Minga Guazú       | Boquerón            | 0:3        | Tupí Guaraní |
| 8 de mayo | Ciudad del Este   | 13 de Junio         | 3:0 (w.o.) | Minga Guazú  |

### Fecha 2[4]
| Fecha      | Lugar             | Local        | Resultado | Visitante           |
| ---------- | ----------------- | ------------ | --------- | ------------------- |
| 13 de mayo | Presidente Franco | Nanawa       | 1:1       | Primero de Mayo     |
| 13 de mayo | Ciudad del Este   | Sol del Este | 0:0       | R.I. 3 Corrales     |
| 14 de mayo | Presidente Franco | Libertad     | 1:7       | 13 de Junio         |
| 14 de mayo | Ciudad del Este   | Acosta Ñu    | 1:1       | Ciudad Nueva        |
| 14 de mayo | Ciudad del Este   | Área 1       | 3:3       | Boquerón            |
| 14 de mayo | Los Cedrales      | Los Cedrales | 1:0       | Atlético Stroessner |
| 14 de mayo | Minga Guazú       | Minga Guazú  | 1:0       | Tupí Guaraní        |

### Fecha 3[5]
| Fecha      | Lugar             | Local           | Resultado | Visitante           |
| ---------- | ----------------- | --------------- | --------- | ------------------- |
| 22 de mayo | Ciudad del Este   | Ciudad Nueva    | 1:0*      | Atlético Stroessner |
| 22 de mayo | Presidente Franco | Primero de Mayo | 1:4       | Acosta Ñu           |
| 22 de mayo | Ciudad del Este   | Boquerón        | 1:0       | Sol del Este        |
| 22 de mayo | Minga Guazú       | Minga Guazú     | 2:1       | Libertad            |
| 22 de mayo | Ciudad del Este   | R.I. 3 Corrales | 4:1       | Los Cedrales        |
| 22 de mayo | Presidente Franco | Tupí Guaraní    | 1:1       | Área 1              |
| 22 de mayo | Ciudad del Este   | 13 de Junio     | 3:2       | Nanawa              |

(*): Partido suspendido a los 73 minutos. Resultado Parcial.

### Fecha 4[6]
| Fecha      | Lugar             | Local               | Resultado | Visitante       |
| ---------- | ----------------- | ------------------- | --------- | --------------- |
| 28 de mayo | Ciudad del Este   | Sol del Este        | 1:0       | Tupí Guaraní    |
| 29 de mayo | Ciudad del Este   | Acosta Ñu           | 1:0       | 13 de junio     |
| 29 de mayo | Minga Guazú       | Minga Guazú         | 2:3       | Nanawa          |
| 29 de mayo | Ciudad del Este   | Ciudad Nueva        | 0:0       | Primero de Mayo |
| 29 de mayo | Presidente Franco | Libertad            | 1:2       | Área 1          |
| 29 de mayo | Presidente Franco | Atlético Stroessner | 2:1       | R.I. 3 Corrales |
| 29 de mayo | Los Cedrales      | Los Cedrales        | 3:0       | Boquerón        |

### Fecha 5[7]
| Fecha      | Lugar             | Local           | Resultado | Visitante           |
| ---------- | ----------------- | --------------- | --------- | ------------------- |
| 4 de junio | Minga Guazú       | Minga Guazú     | 1:2       | Acosta Ñu           |
| 4 de junio | Ciudad del Este   | 13 de Junio     | 3:0       | Ciudad Nueva        |
| 4 de junio | Ciudad del Este   | Sol del Este    | 2:1       | Área 1              |
| 5 de junio | Ciudad del Este   | R.I. 3 Corrales | 1:1       | Primero de Mayo     |
| 5 de junio | Ciudad del Este   | Libertad        | 0:1       | Nanawa              |
| 5 de junio | Minga Guazú       | Boquerón        | 3:1       | Atlético Stroessner |
| 5 de junio | Presidente Franco | Tupí Guaraní    | 1:3       | Los Cedrales        |

### Fecha 6[8]
| Fecha       | Lugar             | Local               | Resultado | Visitante       |
| ----------- | ----------------- | ------------------- | --------- | --------------- |
| 11 de junio | Ciudad del Este   | Sol del Este        | 0:2       | Nanawa          |
| 12 de junio | Ciudad del Este   | Acosta Ñu           | 3:0       | Libertad        |
| 12 de junio | Ciudad del Este   | Ciudad Nueva        | 1:0       | Minga Guazú     |
| 12 de junio | Los Cedrales      | Los Cedrales        | 1:0       | Área 1          |
| 12 de junio | Ciudad del Este   | R.I. 3 Corrales     | 5:1       | Boquerón        |
| 12 de junio | Presidente Franco | Atlético Stroessner | 1:3       | Tupí Guaraní    |
| 12 de junio | Ciudad del Este   | 13 de Junio         | 2:0       | Primero de Mayo |

### Fecha 7[9]
| Fecha       | Lugar             | Local        | Resultado | Visitante           |
| ----------- | ----------------- | ------------ | --------- | ------------------- |
| 17 de junio | Presidente Franco | Nanawa       | 0:1       | Acosta Ñu           |
| 18 de junio | Los Cedrales      | Los Cedrales | 2:1       | Sol del Este        |
| 18 de junio | Presidente Franco | Tupí Guaraní | 2:2       | R.I. 3 Corrales     |
| 18 de junio | Ciudad del Este   | Libertad     | 0:2       | Ciudad Nueva        |
| 18 de junio | Minga Guazú       | Minga Guazú  | 2:2       | Primero de Mayo     |
| 18 de junio | Ciudad del Este   | Área 1       | 1:3       | Atlético Stroessner |
| 18 de junio | Ciudad del Este   | 13 de Junio  | 4:1       | Boquerón            |

### Fecha 8[10]
| Fecha       | Lugar             | Local        | Resultado | Visitante           |
| ----------- | ----------------- | ------------ | --------- | ------------------- |
| 24 de junio | Ciudad del Este   | Sol del Este | 1:3       | Atlético Stroessner |
| 26 de junio | Minga Guazú       | Minga Guazú  | 1:3       | 13 de Junio         |
| 26 de junio | Presidente Franco | Nanawa       | 0:1       | Ciudad Nueva        |
| 26 de junio | Los Cedrales      | Los Cedrales | 1:3       | Acosta Ñu           |
| 26 de junio | Ciudad del Este   | Área 1       | 3:2       | R.I. 3 Corrales     |
| 26 de junio | Presidente Franco | Tupí Guaraní | 1:2       | Boquerón            |
| 6 de julio  | Ciudad del Este   | Libertad     | 0:3       | Primero de Mayo     |

### Fecha 9[11]
| Fecha      | Lugar             | Local               | Resultado | Visitante    |
| ---------- | ----------------- | ------------------- | --------- | ------------ |
| 3 de julio | Ciudad del Este   | Ciudad Nueva        | 4:0       | Acosta Ñu    |
| 3 de julio | Ciudad del Este   | 13 de Junio         | 2:0       | Libertad     |
| 3 de julio | Presidente Franco | Primero de Mayo     | 4:3       | Nanawa       |
| 3 de julio | Presidente Franco | Atlético Stroessner | 2:1       | Los Cedrales |
| 3 de julio | Minga Guazú       | Boquerón            | 1:2       | Área 1       |
| 3 de julio | Presidente Franco | Tupí Guaraní        | 2:1       | Minga Guazú  |
| 5 de julio | Ciudad del Este   | R.I. 3 Corrales     | 2:0       | Sol del Este |

### Fecha 10[12]
| Fecha       | Lugar             | Local               | Resultado | Visitante       |
| ----------- | ----------------- | ------------------- | --------- | --------------- |
| 8 de julio  | Presidente Franco | Nanawa              | 1:0       | 13 de junio     |
| 10 de julio | Ciudad del Este   | Sol del Este        | 1:0       | Boquerón        |
| 10 de julio | Ciudad del Este   | Acosta Ñu           | 3:1       | Primero de Mayo |
| 10 de julio | Ciudad del Este   | Libertad            | 1:2       | Minga Guazú     |
| 10 de julio | Los Cedrales      | Los Cedrales        | 0:3       | R.I. 3 Corrales |
| 10 de julio | Presidente Franco | Área 1              | 1:0       | Tupí Guaraní    |
| 10 de julio | Presidente Franco | Atlético Stroessner | 1:1       | Ciudad Nueva    |

### Fecha 11[13]
| Fecha        | Lugar             | Local           | Resultado | Visitante           |
| ------------ | ----------------- | --------------- | --------- | ------------------- |
| 16 de julio  | Ciudad del Este   | 13 de junio     | 1:2       | Acosta Ñu           |
| 16 de julio  | Ciudad del Este   | R.I. 3 Corrales | 1:0       | Atlético Stroessner |
| 20 de julio  | Minga Guazú       | Minga Guazú     | 0:1       | Nanawa              |
| 14 de agosto | Ciudad del Este   | Área 1          | 2:1       | Libertad            |
| 14 de agosto | Presidente Franco | Tupí Guaraní    | 0:3       | Sol del Este        |
| 14 de agosto | Minga Guazú       | Boquerón        | 2:2       | Los Cedrales        |
| 14 de agosto | Presidente Franco | Primero de Mayo | 2:1       | Ciudad Nueva        |

### Fecha 12[14]
| Fecha       | Lugar             | Local               | Resultado | Visitante       |
| ----------- | ----------------- | ------------------- | --------- | --------------- |
| 23 de julio | Ciudad del Este   | Ciudad Nueva        | 1:1       | 13 de junio     |
| 23 de julio | Ciudad del Este   | Acosta Ñu           | 0:0       | Minga Guazú     |
| 23 de julio | Presidente Franco | Nanawa              | 13:1      | Libertad        |
| 23 de julio | Presidente Franco | Atlético Stroessner | 1:3       | Boquerón        |
| 23 de julio | Los Cedrales      | Los Cedrales        | 2:1       | Tupí Guaraní    |
| 23 de julio | Ciudad del Este   | Sol del Este        | 1:1       | Área 1          |
| 23 de julio | Presidente Franco | Primero de Mayo     | 1:1       | R.I. 3 Corrales |

### Fecha 13[15]
| Fecha       | Lugar             | Local           | Resultado | Visitante           |
| ----------- | ----------------- | --------------- | --------- | ------------------- |
| 29 de julio | Minga Guazú       | Minga Guazú     | 1:2       | Ciudad Nueva        |
| 29 de julio | Ciudad del Este   | Libertad        | 0:6       | Acosta Ñu           |
| 30 de julio | Presidente Franco | Primero de Mayo | 1:1       | 13 de junio         |
| 4 de agosto | Presidente Franco | Área 1          | 2:4       | Los Cedrales        |
| 4 de agosto | Presidente Franco | Tupí Guaraní    | 1:3       | Atlético Stroessner |
| 4 de agosto | Minga Guazú       | Boquerón        | 3:4       | R.I. 3 Corrales     |
| 4 de agosto | Presidente Franco | Nanawa          | 0:0       | Sol del Este        |

### Fecha 14[16]
| Fecha       | Lugar             | Local               | Resultado | Visitante    |
| ----------- | ----------------- | ------------------- | --------- | ------------ |
| 7 de agosto | Presidente Franco | Primero de Mayo     | 3:2       | Minga Guazú  |
| 7 de agosto | Ciudad del Este   | Acosta Ñu           | 4:2       | Nanawa       |
| 7 de agosto | Ciudad del Este   | Ciudad Nueva        | 4:0       | Libertad     |
| 7 de agosto | Presidente Franco | Atlético Stroessner | 1:0       | Área 1       |
| 7 de agosto | Minga Guazú       | Boquerón            | 2:1       | 13 de junio  |
| 7 de agosto | Los Cedrales      | Los Cedrales        | 0:2       | Sol del Este |
| 7 de agosto | Presidente Franco | R.I. 3 Corrales     | 3:2       | Tupí Guaraní |

## Cuartos de final

### Ida[17]
| Fecha        | Lugar             | Local               | Resultado | Visitante       |
| ------------ | ----------------- | ------------------- | --------- | --------------- |
| 28 de agosto | Presidente Franco | Atlético Stroessner | 1:1       | Acosta Ñu       |
| 28 de agosto | Minga Guazú       | Nanawa              | 0:3       | R.I. 3 Corrales |
| 28 de agosto | Ciudad del Este   | 13 de Junio         | 2:0       | Los Cedrales    |
| 28 de agosto | Ciudad del Este   | Sol del Este        | 2:2       | Ciudad Nueva    |

### Vuelta[18]
| Fecha           | Lugar           | Local           | Resultado | Visitante           |
| --------------- | --------------- | --------------- | --------- | ------------------- |
| 3 de septiembre | Ciudad del Este | Acosta Ñu       | 5:2       | Atlético Stroessner |
| 4 de septiembre | Ciudad del Este | R.I. 3 Corrales | 3:1       | Nanawa              |
| 4 de septiembre | Los Cedrales    | Los Cedrales    | 2:2       | 13 de junio         |
| 4 de septiembre | Ciudad del Este | Ciudad Nueva    | 1:0       | Sol del Este        |

## Semifinal

### Ida[19][20]
| Fecha            | Lugar           | Local        | Resultado | Visitante       |
| ---------------- | --------------- | ------------ | --------- | --------------- |
| 11 de septiembre | Ciudad del Este | 13 de Junio  | 1:0       | Acosta Ñu       |
| 11 de septiembre | Ciudad del Este | Ciudad Nueva | 2:0       | R.I. 3 Corrales |

### Vuelta[21][22]
| Fecha            | Lugar           | Local           | Resultado | Visitante    |
| ---------------- | --------------- | --------------- | --------- | ------------ |
| 18 de septiembre | Ciudad del Este | Acosta Ñu       | 4:1       | 13 de junio  |
| 18 de septiembre | Ciudad del Este | R.I. 3 Corrales | 2:1       | Ciudad Nueva |

### Partidos de desempate[23][24]
| Fecha            | Lugar           | Local           | Resultado | Visitante    |
| ---------------- | --------------- | --------------- | --------- | ------------ |
| 21 de septiembre | Ciudad del Este | 13 de Junio     | 1:0       | Acosta Ñu    |
| 21 de septiembre | Minga Guazú     | R.I. 3 Corrales | 3:1       | Ciudad Nueva |

## Final

### Ida[25]
| Fecha            | Lugar             | Local       | Resultado | Visitante       |
| ---------------- | ----------------- | ----------- | --------- | --------------- |
| 28 de septiembre | Presidente Franco | 13 de junio | 0:0       | R.I. 3 Corrales |

### Vuelta[26]
| Fecha        | Lugar           | Local           | Resultado | Visitante   |
| ------------ | --------------- | --------------- | --------- | ----------- |
| 2 de octubre | Ciudad del Este | R.I. 3 Corrales | 2:1       | 13 de junio |

## Campeón
| Bandera de Paraguay     |
| Campeón R.I. 3 Corrales |
| Segundo título          |

| Predecesor: Torneo de la Liga Deportiva Paranaense 2010 | Torneo de la Liga Deportiva Paranaense 2011 | Sucesor: Torneo de la Liga Deportiva Paranaense 2012 |